# Mistrzostwa Europy w Judo 1958
7. Mistrzostwa Europy w Judo odbyły się w dniach 10-11 maja 1958 roku w Barcelonie.

## Klasyfikacja medalowa
| Miejsce | Państwo         |   |   |    | Razem |
| ------- | --------------- | - | - | -- | ----- |
| 1       | Francja         | 3 | 7 | 3  | 13    |
| 2       | Holandia        | 3 | 0 | 5  | 8     |
| 3       | Wielka Brytania | 2 | 1 | 2  | 5     |
| 4       | Austria         | 0 | 1 | 0  | 1     |
| 5       | RFN             | 0 | 1 | 2  | 3     |
| 6       | Hiszpania       | 0 | 0 | 4  | 4     |
| 7       | Belgia          | 0 | 0 | 1  | 1     |
| .       | Włochy          | 0 | 0 | 1  | 1     |
| Razem   | Razem           | 9 | 9 | 18 | 36    |

## Medaliści

### Mężczyźni
| Konkurencja: | Złoto:                                                                                           | Srebro:                                                                                | Brąz: |
| −68kg        | Jan de Waal                                                                                      | Jacques Pujol                                                                          | Johann Goor Guy Lample |
| −80kg        | Walter Gauss                                                                                     | Marcel Nottola                                                                         | Tony Wagenaar Hein Essink |
| ponad 80kg   | Henri Courtine                                                                                   | Robert Dazzi                                                                           | Enrique Aparicio Eizaguirre Gómez |
| Open         | Anton Geesink                                                                                    | Bernard Pariset                                                                        | José Pons Jan van Ierland |
| −1 dan       | Michel Bourgoin                                                                                  | Marcel Nottola                                                                         | Jan van Ierland Joop Dirks |
| −2 dan       | John Newman                                                                                      | Franz Sineck                                                                           | Enrique Aparicio Alan Petherbridge |
| −3 dan       | Robert Dazzi                                                                                     | Douglas Young                                                                          | Roland Burger Daniel Outelet |
| −4 dan       | Anton Geesink                                                                                    | Bernard Pariset                                                                        | Robert Picard Denis Bloss |
| Drużynowo    | Denis Bloss · John Newman · Charles Palmer · Alan Petherbridge · Douglas Young · Wielka Brytania | Jan Anraad · Hein Essink · Theo van Ierland · Anton Geesink · Tony Wagenaar · Holandia | Heinrich Metzler · Manfred Mühl · Franz Sineck · Werner Steinbeck · Alfred Träder · RFN · Mario Giuliani · Leonardo Limongelli · Giuseppe Loffredo · Romano Polverari · Adriano Saja · Włochy |